# 昂坎莱米讷
昂坎莱米讷（法語：Enquin-les-Mines，法語發音：[ɑ̃kɛ̃ le min]）是法国上法蘭西大區加来海峡省的一个旧市镇，属于圣奥梅尔区。2017年，昂坎莱米讷与市镇昂吉讷加特合并为新市镇昂坎莱吉讷加特，昂坎莱米讷为新市镇行政中心。

## 地理
昂坎莱米讷（50°35'15"N, 2°17'8"E）面积11.1 平方千米，位于法国上法蘭西大區加来海峡省，该省份为法国北部沿海省份，西北濒北海，南至索姆省，东临北部省。
与昂坎莱米讷接壤的市镇（或旧市镇、城区）包括：昂吉讷加特、弗莱尚、利尼莱艾尔、布莱西、埃尔尼圣于连、埃特雷布朗什、费万帕法尔。

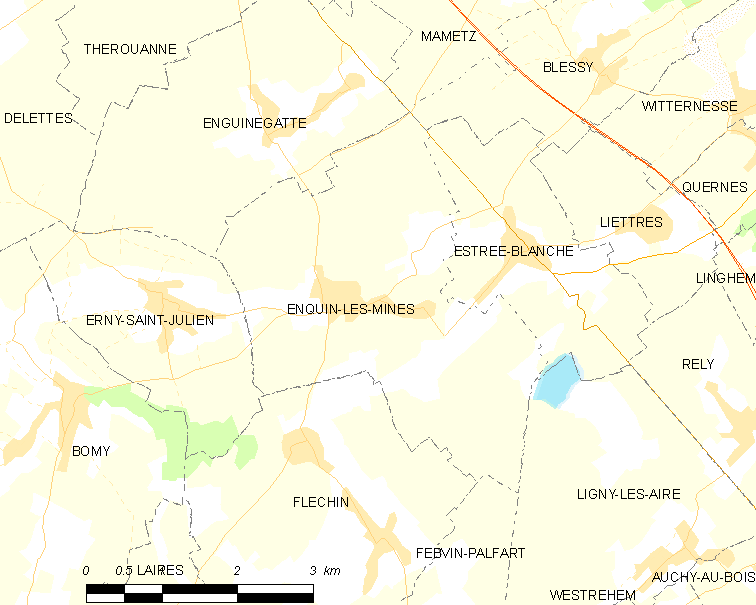
昂坎莱米讷的OSM定位图

昂坎莱米讷的时区为UTC+01:00、UTC+02:00（夏令时）。

## 行政
昂坎莱米讷的邮政编码为62145，INSEE市镇编码为62295。

## 政治
昂坎莱米讷所属的省级选区为弗吕日县。

## 人口

1962-2008年间昂坎莱米讷人口变化图示

昂坎莱米讷于2018年1月1日时的人口数量为1171人。